# Chiêm tinh phương Tây
Chiêm tinh học phương Tây là hệ thống chiêm tinh phổ biến nhất ở các quốc gia phương Tây. Chiêm tinh học phương Tây có nguồn gốc lịch sử từ tác phẩm Tetrabiblos của Ptolemy (thế kỷ thứ hai Công nguyên), tiếp nối truyền thống chiêm tinh Hy Lạp và cuối cùng là truyền thống chiêm tinh Babylon.
Chiêm tinh học phương Tây chủ yếu dựa trên phương pháp chiêm tinh horoscopic, tức là một hình thức chiêm tinh dựa trên việc xây dựng một bản đồ chiêm tinh cho một khoảnh khắc chính xác, như ngày sinh và vị trí (vì múi giờ có thể ảnh hưởng đến biểu đồ sinh của một người) sinh, trong đó các thiên thể vũ trụ được cho là có ảnh hưởng. Trong văn hóa đại chúng ở các nước phương Tây, chiêm tinh thường bị rút gọn chỉ đến chiêm tinh Mặt Trời, chỉ xem xét ngày sinh của mỗi cá nhân (tức là "vị trí của Mặt Trời" vào ngày đó).
Chiêm tinh học là Ngụy khoa học và liên tục không đạt được sự xác minh thực nghiệm và lý thuyết.
Chiêm tinh đã được công nhận rộng rãi là một lĩnh vực học thuật và khoa học trước Thời kỳ Khai Sáng, nhưng những nghiên cứu hiện đại lại không tìm thấy bằng chứng thực nghiệm nào để chứng minh điều này.

## Các nguyên tắc cốt lõi
Một nguyên tắc quan trọng của chiêm tinh học là sự liên kết trong vũ trụ. Cá nhân, Trái Đất và môi trường xung quanh được xem như một thể thống nhất, trong đó mọi thành phần đều tương quan với nhau. Các chu kỳ thay đổi quan sát được trên bầu trời chỉ là sự phản ánh (không phải là nguyên nhân) của các chu kỳ tương tự quan sát được trên Trái Đất và bên trong cá nhân. Mối liên kết này được thể hiện trong nguyên tắc Hermetic "như trên, vậy dưới; như dưới, vậy trên", giả định về sự đối xứng giữa cá nhân như một thế giới vi mô và môi trường thiên văn như một thế giới vĩ mô.
Khác với chiêm tinh theo sao cửu hệ, chiêm tinh học phương Tây đánh giá ngày sinh của một người dựa trên sự sắp xếp của các ngôi sao và hành tinh từ góc nhìn trên Trái Đất thay vì từ không gian vũ trụ.
Ở trung tâm của chiêm tinh là nguyên lý siêu hình, mà theo đó các mối quan hệ toán học biểu thị các phẩm chất hoặc 'âm hưởng' của năng lượng, được biểu hiện thông qua các con số, góc nhìn hình ảnh, hình dạng và âm thanh - tất cả đều kết nối trong một mô hình tỷ lệ. Một ví dụ sớm là Ptolemy, người đã viết các tác phẩm có ảnh hưởng về tất cả những các chủ đề này. Vào thế kỷ thứ 9, Al-Kindi đã phát triển ý tưởng của Ptolemy trong tác phẩm De Aspectibus nghiên cứu nhiều điểm có liên quan đến chiêm tinh học và việc sử dụng các góc chiếu của hành tinh.

## Cung hoàng đạo
Cung hoàng đạo là vòng hoặc dải chòm sao mà Mặt Trời, Mặt Trăng và các hành tinh di chuyển qua trong hành trình của chúng trên bầu trời. Chiêm tinh gia chú ý đến những chòm sao này và gắn kết ý nghĩa đặc biệt cho chúng. Theo thời gian, họ đã phát triển hệ thống mười hai cung hoàng đạo, dựa trên mười hai chòm sao mà Mặt Trời đi qua trong suốt một năm, những chòm sao được "soi sáng bởi tâm trí". Hầu hết các chiêm tinh gia phương Tây sử dụng đai Hoàng Đạo bắt đầu với cung Dương Cưu tại điểm xuân phân ở Bắc Bán cầu luôn vào hoặc xung quanh ngày 21 tháng 3 hàng năm. Cung hoàng đạo phương Tây được vẽ dựa trên mối quan hệ của Trái Đất đối với các vị trí cố định, được chỉ định trong bầu trời và mùa vụ của Trái Đất. Trong khi đó, cung hoàng đạo xích đạo được vẽ dựa trên vị trí của Trái Đất liên quan đến các chòm sao và theo dõi chuyển động của chúng trên bầu trời.
Do hiện tượng được gọi là tiến động trục quay (khi trục Trái Đất chuyển động chậm như một quả cầu quay trong chu kỳ 25.700 năm), có một sự thay đổi chậm trong sự tương ứng giữa mùa của Trái Đất (và lịch) và các chòm sao trong cung hoàng đạo. Do đó, cung hoàng đạo tương ứng với vị trí của Trái Đất đối với các vị trí cố định trên bầu trời (chiêm tinh học phương Tây), trong khi cung hoàng đạo xích đạo được vẽ dựa trên vị trí liên quan đến các chòm sao (cung hoàng đạo thiên văn).

### Mười hai cung hoàng đạo
Trong chiêm tinh học phương Tây hiện đại, các cung hoàng đạo được cho là đại diện cho mười hai loại cơ bản của tính cách hoặc các cách biểu hiện đặc trưng. Mười hai cung hoàng đạo được chia thành bốn yếu tố lửa, đất, khí và nước. Cung hoàng đạo thuộc nguyên tố lửa và khí được coi là nam tính, trong khi cung hoàng đạo thuộc nguyên tố nước và đất được coi là nữ tính. Mười hai cung hoàng đạo cũng được chia thành ba tính chất: Thống lĩnh, kiên định và linh hoạt.
| Tên        | Nghĩa           | Biểu tượng | Ký tự Unicode | Ngày xác định Cung Mặt Trời | Kinh độ Hoàng đạo (a ≤ λ < b) | Nhà | Nhị nguyên | Đặc tính   | Nguyên tố | Chủ tinh hiện đại | Chủ tinh truyền thống | Tên Hy Lạp            | Tên Sanskrit   | Tên Sumero-Babylonian                                      |
| ---------- | --------------- | ---------- | ------------- | --------------------------- | ----------------------------- | --- | ---------- | ---------- | --------- | ----------------- | --------------------- | --------------------- | -------------- | ---------------------------------------------------------- |
| Dương Cưu  | Con cừu         |            | ♈︎            | 21 tháng 3 – 19 tháng 4     | 0° đến 30°                    | 1   | Dương      | Thống lĩnh | Lửa       | Hỏa Tinh          | Hỏa Tinh              | Κριός (Krios)         | Meṣa (मेष)      | MUL LU.ḪUN.GA "Agrarian Worker", Dumuzi                    |
| Kim Ngưu   | Con bò          |            | ♉︎            | 20 tháng 4 – 20 tháng 5     | 30° đến 60°                   | 2   | Âm         | Kiên định  | Đất       | Kim Tinh          | Kim Tinh              | Ταῦρος (Tauros)       | Vṛṣabha (वृषभ)  | MULGU4.AN.NA "Con bò đến từ Thiên Đường"                   |
| Song Tử    | Cặp song sinh   |            | ♊︎            | 21 tháng 5 – 20 tháng 6     | 60° đến 90°                   | 3   | Dương      | Linh hoạt  | Khí       | Thủy tinh         | Thủy tinh             | Δίδυμοι (Didymoi)     | Mithuna (मिथुन)  | MULMAŠ.TAB.BA.GAL.GAL "Anh em song sinh" (Castor & Pollux) |
| Cự giải    | Con cua lớn     | ()         | ♋︎            | 21 tháng 6 – 22 tháng 7     | 90° đến 120°                  | 4   | Âm         | Thống lĩnh | Nước      | Mặt Trăng         | Mặt Trăng             | Καρκίνος (Karkinos)   | Karka (कर्क)    | MULAL.LUL "Con Tôm càng"                                   |
| Sư Tử      | Con Sư tử       |            | ♌︎            | 23 tháng 7 – 22 tháng 8     | 120° đến 150°                 | 5   | Dương      | Kiên định  | Lửa       | Mặt Trời          | Mặt Trời              | Λέων (Leōn)           | Siṃha (सिंह)     | MULUR.GU.LA "Sư tử"                                        |
| Xử Nữ      | Trinh nữ        |            | ♍︎            | 23 tháng 8 – 22 tháng 9     | 150° đến 180°                 | 6   | Âm         | Linh hoạt  | Đất       | Thủy tinh         | Thủy tinh             | Παρθένος (Parthenos)  | Kanyā (कन्या)    | MULAB.SIN "Đường cày"* *"Bông lúa của nữ thần Shala"       |
| Thiên Xứng | Cái cân         |            | ♎︎            | 23 tháng 9 – 22 tháng 10    | 180° đến 210°                 | 7   | Dương      | Thống lĩnh | Khí       | Kim Tinh          | Kim Tinh              | Ζυγός (Zygos)         | Tulā (तुला)      | MULZIB.BA.AN.NA "Cái cân"                                  |
| Bọ Cạp     | Con bọ cạp      |            | ♏︎            | 23 tháng 10 – 21 tháng 11   | 210° đến 240°                 | 8   | Âm         | Kiên định  | Nước      | Diêm Vương Tinh   | Hỏa Tinh              | Σκoρπίος (Skorpios)   | Vṛścika (वृश्चिक) | MULGIR.TAB "Con bọ cạp"                                    |
| Nhân Mã    | Cung thủ        |            | ♐︎            | 22 tháng 11 – 21 tháng 12   | 240° đến 270°                 | 9   | Dương      | Linh hoạt  | Lửa       | Mộc Tinh          | Mộc Tinh              | Τοξότης (Toxotēs)     | Dhanuṣa (धनुष)  | MULPA.BIL.SAG, Nedu "người lính"                           |
| Ngư Dương  | Con Dê biển     | ()         | ♑︎            | 22 tháng 12 – 19 tháng 1    | 270° đến 300°                 | 10  | Âm         | Thống lĩnh | Đất       | Thổ Tinh          | Thổ Tinh              | Αἰγόκερως (Aigokerōs) | Makara (मकर)   | MULSUḪUR.MAŠ "Dê Cá" của Enki                              |
| Bảo Bình   | Người mang nước |            | ♒︎            | 20 tháng 1 – 18 tháng 2     | 300° đến 330°                 | 11  | Dương      | Kiên định  | Khí       | Thiên Vương Tinh  | Thổ Tinh              | Ὑδροχόος (Hydrokhoos) | Kumbha (कुंभ)    | MULGU.LA "Người vĩ đại", sau này là qâ "bình đựng"         |
| Song Ngư   | Con cá          |            | ♓︎            | 19 tháng 2 – 20 tháng 3     | 330° đến 360°                 | 12  | Âm         | Linh hoạt  | Nước      | Hải Vương Tinh    | Mộc Tinh              | Ἰχθύες (Ikhthyes)     | Mīna (मीन)      | MULSIM.MAḪ "Đuôi của chim Sáo"; DU.NU.NU "dây cá"          |

- Chú ý: Những thông tin này chỉ là ước lượng và ngày chính xác khi cung hoàng đạo thay đổi tùy thuộc vào từng năm.

Cung hoàng đạo của một người phụ thuộc vào vị trí của các hành tinh và chòm sao lên trong cung hoàng đạo đó. Nếu một người không có hành tinh nào được đặt trong một cung hoàng đạo cụ thể, cung hoàng đạo đó sẽ không có vai trò tích cực trong cá nhân của họ. Tuy nhiên, một người ví dụ như có cả Mặt Trời và Mặt Trăng trong Cự Giải sẽ rõ ràng thể hiện những đặc điểm của cung hoàng đạo đó trong tính cách của họ.

### Chiêm tinh dựa trên cung mặt trời
Các tờ báo thường in các cột chiêm tinh có vẻ như cung cấp hướng dẫn về những điều có thể xảy ra trong một ngày liên quan đến cung hoàng đạo mà Mặt Trời thuộc về khi người đó được sinh ra. Chiêm tinh gia gọi đây là "cung hoàng đạo mặt trời", nhưng thường được gọi là "cung sao". Những dự đoán này thường là mơ hồ hoặc chung chung đến mức ngay cả chiêm tinh gia cũng coi chúng không có giá trị hay giá trị hạn chế. Các thí nghiệm đã cho thấy khi người ta được xem một dự báo chiêm tinh trong báo cho cung hoàng đạo của chính họ và cũng được xem dự báo cho một cung hoàng đạo khác, họ đánh giá chúng là có độ chính xác ngang nhau trên trung bình. Các thử nghiệm khác đã được tiến hành trên các bảng chiêm tinh đầy đủ và cá nhân hóa được đặt bởi các chiêm tinh gia chuyên nghiệp, và không tìm thấy mối liên hệ giữa kết quả chiêm tinh và người được đặt bảng chiêm tinh cho.

## Các hành tinh

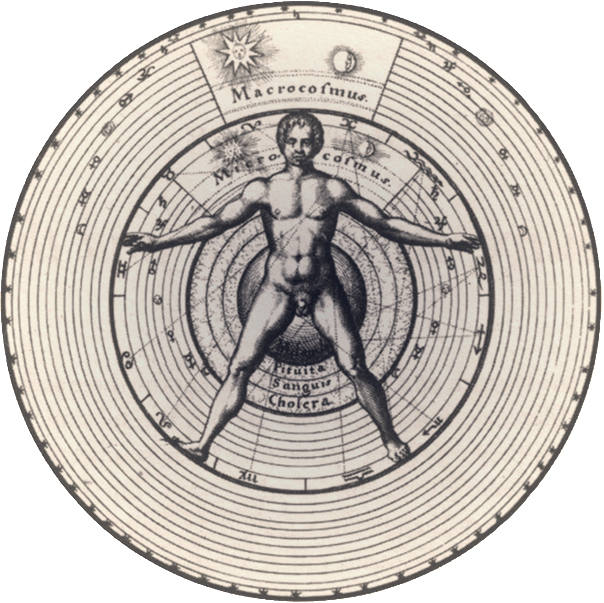

Trong chiêm tinh học phương Tây hiện đại, các hành tinh đại diện cho những nội lực hoặc xúc cảm cơ bản trong tâm hồn con người. Các hành tinh này có những định nghĩa khác khi so sánh với thiên văn học vì Mặt Trời, Mặt Trăng và Diêm Vương tinh đều được coi là hành tinh trong ngữ cảnh của chiêm tinh. Mỗi hành tinh cũng được cho là chủ tinh của một hoặc hai cung hoàng đạo. Ba hành tinh vòng ngoài (Thiên Vương tinh, Hải Vương tinh và Diêm Vương tinh) đã được các chiêm tinh gia đưa vào làm chủ tinh của một cung hoàng đạo. Theo truyền thống, theo Ptolemy, chủ tinh của các cung hoàng đạo được dựa trên các mùa vụ và hệ thống đo lường thiên văn, trong đó, các ngôi sao sáng nhất được cho là chủ tinh của những tháng sáng nhất trong năm và Thổ tinh, hành tinh xa nhất (cổ điển) và lạnh nhất được gán cho những tháng lạnh nhất trong năm, còn lại các hành tinh khác là chủ tinh của các cung hoàng đạo khác theo hệ thống đo lường thiên văn. Lưu ý rằng các quy tắc chủ tinh hiện hành không còn tuân theo cùng một logic với các quy tắc cũ.

### Hệ thống hành tinh cổ điển
Các 'hành tinh' trong chiêm tinh được người cổ đại biết đến là bảy vật thể trên bầu trời. Mặt Trời và Mặt Trăng, hay còn được gọi là ánh sáng, cũng được bao gồm vì chúng được cho là có hoạt động tương tự như các hành tinh thiên văn khác. Các chiêm tinh gia gọi những hành tinh vòng trong như Thủy Tinh, Kim Tinh và Hỏa Tinh là những hành tinh cá nhân vì chúng đại diện cho những nội lực gần gũi nhất. Ánh sáng thì lần lượt tượng trưng cho nền tảng hiện sinh và nguyên tắc xúc cảm của cá nhân.
Bảng dưới đây tổng hợp những quyền cai trị bởi bảy hành tinh cổ điển của từng cung trong mười hai cung hoàng đạo, cùng với tác động của chúng đối với sự kiện trên thế giới, con người và chính trái đất được hiểu như trong thời kỳ Trung Cổ.
| Ký hiệu | Hành tinh | Chủ quản                | Ảnh hưởng đến sự kiện thế giới | Bản chất con người                             | Ảnh hưởng tới cuộc sống             | Ảnh hưởng tới trái đất |
| ------- | --------- | ----------------------- | ------------------------------ | ---------------------------------------------- | ----------------------------------- | ---------------------- |
|         | Mặt Trời  | Sư Tử                   |                                | Khôn ngoan, hào phóng, lạc quan                | May mắn                             | Vàng                   |
|         | Mặt Trăng | Cự Giải                 |                                | Lạc lối                                        | Di chuyển, mất trí                  | Bạc                    |
|         | Thủy Tinh | Song Tử and Xử Nữ       | Hành động                      | Sự thay đổi, hăng hái, nhanh nhẹn, thất thường | Thay đổi bất ngờ                    | Thủy Ngân              |
|         | Kim Tinh  | Thiên Xứng and Kim Ngưu | Sự kiện may mắn                | Sắc đẹp, lãng mạn                              | Vận may                             | Đồng                   |
|         | Hỏa Tinh  | Dương Cưu, Bọ Cạp       | Chiến tranh                    | Sức mạnh, chịu đựng, quyết liệt                | Xung đột, không may                 | Sắt                    |
|         | Mộc tinh  | Nhân Mã, Song Ngư       | Hòa bình, thịnh vượng          | Vui vẻ, hào hiệp, hồn nhiên                    | May mắn                             | Thiếc                  |
|         | Thổ Tinh  | Ngư Dương, Bảo Bình     | Thảm họa                       | Sáng suốt, ổn định, kiên nhẫn, vững vàng       | Tai nạn, bệnh tật, lừa đối, vận đen | Chì                    |

## Những sửa đổi hiện đại cho hệ thống Ptolemaic

### Những hành tinh bổ sung
Một số hành tinh đã được phát hiện trong thời kỳ hiện đại và đã được các chiêm tinh gia phương Tây đưa vào hệ thống chiêm tinh.
| Ký hiệu | Hành tinh        | Đại diện | Chủ quản | Ảnh hưởng tới sự kiện thế giới            | Ảnh hưởng lên con người        |
| ------- | ---------------- | --- | -------- | ----------------------------------------- | ------------------------------ |
|         | Thiên Vương Tinh | (a) Platinum là kim loại của hành tinh ; (b) chữ cái 'H' biểu tượng cho người phát hiện hành tinh, William Herschel | Bảo Bình | Đổi mới, công nghệ                        | Thay đổi đột ngột hoặc gây rối |
|         | Hải Vương Tinh   | Cây Đinh ba, vũ khí của vị thần biển cả Neptune | Song Ngư | Sự thay đổi gu âm nhạc đương đại          | Mù mờ, nhạy cảm                |
|         | Diêm Vương Tinh  | (a) Cây ngư lôi của vị thần địa ngục Pluto; (b) Chữ cái PL biểu tượng cho Percival Lowell người đã dự đoán hành tinh xa xôi này (c) Đại diện cho mũi tên hướng lên trên, thể hiện sự thoát khỏi hình thức trong Chiêm tinh Thần học | Bọ Cạp   | Phá hủy các hệ thống chính trị cũ, xấu xa | Sự lột xác số phận, cái chết   |

### Chiêm tinh thiên thể và chiêm tinh truyền thống
Ngày này xuất hiện hai trường phái trong chiêm tinh học. Trường phái thứ nhất là chiêm tinh học truyền thống, hay chiêm tinh học chí tuyến (tropical astrology), đây là trường phái phổ biến nhất, được phần lớn các nhà chiêm tinh phương Tây sử dụng. Trường phái thứ hai là chiêm tinh học thiên thể (sidereal astrology).
Sidereal bắt nguồn từ từ "ngôi sao" trong tiếng Latinh sidus và có nghĩa là "được định đoạt bởi các vì sao". Những người theo trường phái này tin rằng chiêm tinh học nên được nghiên cứu dựa theo những chòm sao thật trên bầu trời. Vì trục quay của Trái Đất đang từ từ dịch chuyển nên tính từ mốc quan sát trên Trái Đất thì các vì sao cũng đang dần thay đổi vị trí. Chiêm tinh học thiên thể dựa trên giả thiết rằng ngày Mặt trời đi vào từng cung nên thay đổi theo sự chuyển dịch của  trục Trái Đất. Họ cho rằng đây là cách tiếp cận khoa học nhất vì nó dựa trên vị trí của những chòm sao có thật trên vòng hoàng đạo. Theo trường phái này, vòng hoàng đạo được Claudius Ptolemy tính ra vào thế kỷ thứ 2 đã thay đổi, thêm bớt khoảng 25 ngày. Họ không đồng ý với quan điểm của những người theo trường phái truyền thống về ngày mà Mặt trời đi vào 12 cung hoàng đạo. Họ tin rằng vì Trái Đất đang tiến động nên ngày này cũng nên thay đổi theo.
Các nhà chiêm tinh truyền thống chỉ ra rằng ngay từ thời xưa, vòng hoàng đạo đã không tương ứng chính xác với những chòm sao thực trên bầu trời. Các nhà chiêm tinh cổ đại biết rằng các chòm sao khác nhau trên vòng hoàng đạo đều có kích cỡ và độ sáng khác nhau (ví dụ như, chòm Song Tử rất to và sáng, trong khi chòm Thiên Xứng và Song Ngư lại khá lu mờ). Tuy nhiên, họ vẫn chia vòng hoàng đạo ra thành 12 phần bằng nhau, mỗi phần 30°, và sự phân chia nhóm này đã được công nhận hàng nghìn năm qua. Quả thực, những biểu tượng và liên tưởng của các cung này đã trở thành một phần trong hiểu biết chung của toàn nhân loại.
Trong chiêm tinh học truyền thống, điểm xuân phân đánh dấu thời điểm Mặt trời đi vào cung hoàng đạo đầu tiên, Dương Cưu. Đó chính là bước ngoặt khởi đầu của chu kỳ hoàng đạo hằng năm (từ tropical bắt nguồn từ tiếng Hy Lạp, có nghĩa là "bước ngoặt"). Điểm xuân phân có xuất hiện ở chòm sao nào đi nữa thì một điều không bao giờ thay đổi là xuân phân đánh dấu việc Mặt trời bước vào độ đầu tiên trên đường hoàng đạo – và độ đầu tiên của đường hoàng đạo luôn là độ đầu tiên của Dương Cưu.
Trong chiêm tinh học thiên thể, điểm xuân phân diễn ra vào ngày thứ năm của cung Song Ngư, và khi Trái Đất tiến động thì ngày này cũng sẽ thay đổi. Vì thế mà, dựa theo tính toán của trường phái này, thì người được sinh ra vào ngày 22 tháng 3 năm 5000 sẽ thuộc cung Ngư Dương thay vì Dương Cưu.

### La hầu - Kế đô trong chiêm tinh
La hầu – Kế đô còn được gọi là các giao điểm của mặt trăng (lunar nodes), là các điểm trên quỹ đạo của Mặt trăng cắt với quỹ đạo (đường đi) của Mặt trời. Điểm mà từ đó, mặt trăng đi theo chuyển động hướng lên là giao điểm bắc (North node) hay La hầu, còn điểm mà sau đó đường đi của mặt trăng hướng xuống phía dưới là giao điểm nam (South node) hay Kế đô. Có thể hiểu Kế đô là cực điểm của sự quen thuộc, La hầu là cực điểm của sự xa lạ.
- – La Hầu (hoặc Long Thủ): Là giao điểm Bắc (North node)
- – Kế Đô (hoặc Long Vĩ): Là giao điểm Nam (South node)

La Hầu là tọa độ chỉ ra nơi chốn và cách thức một cá nhân có thể thông qua để tìm thấy được cảm giác thỏa mãn, hạnh phúc sâu sắc nhất để hướng tới sự tự hoàn thiện, trọn vẹn. Vì vậy, La Hầu cũng được diễn giải thành nơi chốn và loại năng lượng mà tâm hồn của một cá nhân muốn được trải nghiệm và sử dụng nhất. Mặc dù việc sử dụng khu vực chứa La Hầu hiển nhiên sẽ đem lại niềm vui cho tâm hồn, nhưng hiển nhiên cũng đem lại áp lực và gánh nặng cho con người trên bình diện vật chất, vì họ vốn không quen thuộc với chúng và có rất ít hình dung về việc sử dụng chúng như thế nào cho tốt.
Kế Đô là tọa độ chỉ ra nơi chốn và cách thức hành động mà một cá nhân hiểu biết rõ ràng nhất mà không cần qua chỉ dạy hay thực hành/trải nghiệm gì đặc biệt. Có thể nói Đô là thói quen từ kiếp trước. Tuy nhiên, thói quen này là sự không cần thiết cho sự trưởng thành hài hòa của tâm linh.

### Định vị quan trọng
Trong chiêm tinh học, "định vị quan trọng" (essential dignity) là sức mạnh của vị trí cung hoặc độ của một hành tinh/điểm trong bản đồ sao. Chúng được đánh giá chỉ dựa trên vị trí của chúng theo cung và độ. William Lilly đã gọi đó là "sức mạnh, sự kiên cường hoặc sự yếu kém của các hành tinh [hoặc] điểm".
Nói cách khác, essential dignity cố gắng nhìn nhận các điểm mạnh của một hành tinh/điểm như thể nó được cô lập khỏi các yếu tố khác trong bầu trời của bản đồ sao. Theo truyền thống, có năm loại essential dignity: trú và phá, thăng và suy, tam tạng, địa vị, và thể diện. Tuy nhiên, hai loại cuối đã trở nên ít được sử dụng. Nơi trú của một hành tinh là cung hoàng đạo mà nó là chủ tinh.

## Bản đồ chiêm tinh
Chiêm tinh phương Tây chủ yếu luận giải dựa trên việc xây dựng một bản đồ chiêm tinh, đó là một bản đồ hoặc biểu đồ về vị trí của các hành tinh và ngôi sao trong bầu trời tại một thời điểm cụ thể. Thời điểm được chọn là bắt đầu tự tồn tại của chủ thể trong bản đồ chiêm tinh, vì điều này được tin rằng chủ thể sẽ mang theo mô hình của bầu trời từ thời điểm đó suốt cuộc đời. Hình thức phổ biến nhất của bản đồ chiêm tinh là bản đồ sao cá nhân dựa trên thời điểm sinh của một người; tuy nhiên, về mặt lý thuyết thì có thể vẽ bản đồ sao cho bất kỳ sự khởi đầu nào, bất kể đó là một doanh nghiệp hay sự thành lập của một quốc gia.

### Luận giải
Trong chiêm tinh phương Tây, việc luận giải bản đồ chiêm tinh được quy định bởi:
- Vị trí của các hành tinh trong các cung hoàng đạo,
- Vị trí của các hành tinh trong các cung nhà,
- Vị trí của các trục chính trong bản đồ chiêm tinh, đó là đường chân trời (điểm mọc/điểm lặn) và đường kinh tuyến (thiên đỉnh/thiên đế),
- Các góc hình học được tạo ra giữa các hành tinh với nhau và so với các trục chính, được gọi là góc chiếu,
- Vị trí của các thực thể thiên văn được tính toán, ví dụ như giao điểm của Mặt Trăng,

Một số chiêm tinh gia cũng sử dụng những vị trí của các điểm toán học khác nhau như điểm Ả Rập.

### Những trục chính
Trong một biểu đồ chiêm tinh có hai trục chính nối với 4 điểm quan trọng sau:
Asc - Điểm Mọc, điểm đánh dấu đường chân trời ở phía Đông giao nhau với đường hoàng đạo. Do sự tự quay của Trái Đất, toàn bộ vòng tròn hoàng đạo sẽ đi qua điểm Mọc trong một ngày và sẽ tiến lên khoảng 1°. Điểm Mọc đánh dấu thời điểm chính xác chủ lá số được sinh ra hoặc sự kiện xảy ra. Trong hệ thống cung nhà Placidus, điểm Mọc nằm tại đỉnh của cung nhà đầu tiên.
Điểm Mọc được coi là điểm quan trọng, mang tính cá nhân nhất trong chiêm tinh. Nó biểu thị ý thức tỉnh giác của một người, như cách mà Mặt Trời mọc lên ở đường chân trời phía Đông báo hiệu bình minh của một ngày mới. Do điểm Mọc đặc thù cho một thời gian và địa điểm cụ thể, nên nó tưởng trưng cho môi trường cá nhân và   quá trình định hình mà một người nhận được trong suốt giai đoạn lớn lên, cũng như những sự kiện trong tuổi thơ của họ. Vì vậy, điểm Mọc cũng liên quan đến cách một người thể hiện bản thân với thế giới, đặc biệt là trong bối cảnh công khai và không riêng tư.
Dsc - Điểm Lặn, là điểm đối diện với điểm Mọc, đánh đấu được chân trời ở phía Tây giao nhau với đường hoàng đạo.
Ic - Thiên Đế, là điểm thấp nhất
Mc - Thiên Đỉnh, là điểm cao nhất

### Bibliography
- Bennett, Jeffrey; Donohue, Megan; Schneider, Nicholas; Voit, Mark (2007). The cosmic perspective (ấn bản thứ 4). San Francisco, CA: Pearson/Addison-Wesley. ISBN 978-0-8053-9283-8.
- Bok, Bart J.; Jerome, Lawrence E.; Kurtz, Paul (1982). “Objections to Astrology: a Statement by 186 Leading Scientists”.  Trong Patrick Grim (biên tập). Philosophy of Science and the Occult. Albany, NY: State University of New York Press. ISBN 978-0-87395-572-0.
- Carlson, Shawn (1985). “A double-blind test of astrology” (PDF). Nature. 318 (6045): 419–425. Bibcode:1985Natur.318..419C. doi:10.1038/318419a0. S2CID 5135208. Lưu trữ (PDF) bản gốc ngày 16 tháng 2 năm 2019. Truy cập ngày 18 tháng 9 năm 2014.
- Fenton, Sasha (1989). Rising Signs. London: Aquarian Press.[cần nguồn thứ cấp]

- Fenton, Sasha (1991). Understanding Astrology. London: Aquarian Press.[cần nguồn thứ cấp]

- Hartmann, Peter; Reuter, Martin; Nyborg, Helmuth (2006). “The relationship between date of birth and individual differences in personality and general intelligence: a large-scale study”. Personality and Individual Differences. 40 (7): 1349–1362. doi:10.1016/j.paid.2005.11.017.
- Janis, Allen (1989). “Astronomy and science fiction”.  Trong Biswas, S. K.; Mallik, D. C. V.; Vishveshwara, C. V. (biên tập). Cosmic Perspectives: Essays Dedicated to the Memory of M.K.V. Bappu. Cambridge, UK: Cambridge University Press. tr. 233–249. ISBN 978-0-521-34354-1.
- Lewis, C. S. (1994) [1964]. The Discarded Image: an Introduction to Medieval and Renaissance Literature. Cambridge University Press. ISBN 978-0-521-47735-2.
- Lilly, William (2005) [1647].  David R. Roell (biên tập). Christian Astrology. Astrology Center of America. ISBN 9781933303024.[cần nguồn thứ cấp]

- Lindberg, David C. (1997). “Roger Bacon on light, vision, and the universal emanation”.  Trong Jeremiah Hackett (biên tập). Roger Bacon and the Sciences: Commemorative Essays 1996. Studien und Texte zur Geistesgeschichte des Mittelalters. 57. Brill. tr. 243–275. ISBN 9789004100152.
- Lofthus, Myrna (1983). A Spiritual Approach to Astrology. Sebastopol, CA: CRCS Publications. ISBN 9780916360108.[cần nguồn thứ cấp]

- Mayo, Jeff (1991). Teach Yourself Astrology. London: Hodder & Stoughton.[cần nguồn thứ cấp]

- Parker, Julia; Parker, Derek (1990). The New Compleat Astrologer. New York, NY: Crescent Books.[cần nguồn thứ cấp]

- Parker, Julia; Parker, Derek (2007). Astrology. Dorling Kindersley.[cần nguồn thứ cấp]

- Pelletier, Robert; Cataldo, Leonard (1984). Be Your Own Astrologer: All You Need to Know to Draw Up Your Own Birth Chart. London: Pan Books. ISBN 9780330284769.[cần nguồn thứ cấp]

- Pottenger, Maritha (1991). Astro Essentials: Planets in Sign, House and Aspect. San Diego, CA: ACS Publications. ISBN 9780935127140.[cần nguồn thứ cấp]

- Smith, A. Mark (1996). “Introduction”.  Trong Ptolemy; A. Mark Smith (biên tập). Ptolemy's Theory of Visual Perception: An English Translation of the Optics with Introduction and Commentary. Transactions of the American Philosophical Society. 86. American Philosophical Society. tr. 1–59. ISBN 9780871698629.
- Weiss, Piero; Taruskin, Richard (2007). “Pythagoras and the numerical properties of music”. Music in the Western World (ấn bản thứ 2). Cengage Learning. tr. 2–5. ISBN 9780534585990.
- Wood, Chauncy (1970). “Appendix: The Workings of Astrology”. Chaucer and the Country of the Stars: Poetic Uses of Astrological Imagery. Princeton University Press. tr. 298–305.
- Zarka, Philippe (2011). “Astronomy and astrology”. Proceedings of the International Astronomical Union. 5 (S260): 420–425. Bibcode:2011IAUS..260..420Z. doi:10.1017/S1743921311002602.